# Capriccio passeggero
Capriccio passeggero (出来ごころ?, Dekigokoro) è un film del 1933 diretto da Yasujirō Ozu.
Il film, prodotto dalla Shochiku, vede protagonisti Takeshi Sakamoto, Tokkan Kozou, Nobuko Fushimi, Den Obinata e Chouko Iida.

## Trama
I vicini Kihachi e Jiro lavorano insieme in una fabbrica. Il primo, un piuttosto stupido e bonario, non è più giovane e sta crescendo da solo il figlio, che fa la terza elementare. Quando una giovane nuova arrivata, Harue, appare in quella zona della città dopo aver perso il lavoro e la casa, Kihachi partecipa attivamente al suo destino e l'aiuta a rimanere a lavorare in una taverna locale. A poco a poco inizia a sperare nel matrimonio, ma Harue prova per lui solo gratitudine e tenerezza come per uno zio. La ragazza preferisce infatti il giovane Jiro, ma questi la respinge a causa del suo carattere cupo e duro. Kihachi, rassegnato al suo fallimento, cerca di mettere una buona parola per Harue con Jiro, ma lui è irremovibile. La situazione si risolverà solo grazie ad un tragico incidente...